# Fenyvesi Csaba (vívó)
Fenyvesi Csaba (Budapest, 1943. április 14. – Budapest, 2015. november 3.) háromszoros olimpiai és világbajnok magyar vívó, sportvezető, orvos, rákkutató.

## Sportolói és sportvezetői pályafutása
1958-tól a BVSC vívója volt. Tőr- és párbajtőrvívásban egyaránt versenyzett, 1967-től 1979-ig mindkét fegyvernemben magyar válogatott volt, de kiemelkedő eredményeket párbajtőrvívásban ért el. Három olimpián vett részt, ahol összesen egy egyéni és két csapat olimpiai bajnoki címet nyert. Ezzel ő a nyári olimpiák történetének nyolcadik legeredményesebb magyar vívója, illetve – a négyszeres olimpiai bajnok Kulcsár Győző után – a második legeredményesebb párbajtőrvívója. A vívó-világbajnokságokon összesen nyolc érmet nyert, legjobb egyéni eredményét 1970-ben Ankarában érte el, ahol a harmadik helyen végzett. 1972-ben az év vívójának választották. Az aktív sportolást 1980-ban fejezte be.
1986-tól 1993-ig a BVSC vívószakosztályának elnöke, illetve 1989-től 1993-ig a Magyar Vívószövetség elnökségi tagja volt. 2001-től a BVSC és a válogatott párbajtőr szakágának fegyvernemi menedzsere lett. 2011-től a Halhatatlan Magyar Sportolók Egyesületének elnökségi tagja lett. 2015 novemberében hunyt el rákban. 2015. november 20-án kísérték utolsó útjára a budapesti Farkasréti temetőben. 2019-ben a nemzetközi szövetség posztumusz beválasztotta a Hírességek Csarnokába.

### Sporteredményei

#### Párbajtőrvívásban
- - háromszoros olimpiai bajnok (egyéni: 1972; csapat: 1968, 1972)
  - olimpiai 4. helyezett (csapat: 1976)
  - háromszoros világbajnok (csapat: 1970, 1971, 1978)
  - kétszeres világbajnoki 2. helyezett (csapat: 1969, 1973)
  - háromszoros világbajnoki 3. helyezett (egyéni: 1970; csapat: 1967, 1975)
  - kétszeres világbajnoki 4. helyezett (egyéni: 1973; csapat: 1977)
  - világbajnoki 5. helyezett (egyéni: 1967)
  - háromszoros BEK-győztes (1974–1976)
  - tízszeres magyar bajnok (egyéni: 1973, 1975; csapat: 1968, 1972–1978)

#### Tőrvívásban
- - olimpiai 4. helyezett (csapat: 1972)
  - világbajnoki 6. helyezett (csapat: 1967)
  - ötszörös magyar bajnok (egyéni: 1972; csapat: 1964, 1969, 1971, 1972)

## Orvosi pályafutása
1968-ban a Budapesti Orvostudományi Egyetemen orvosi oklevelet szerzett, majd sebész szakorvosi vizsgát tett. Pályáját a MÁV Kórház kórboncnokaként és alorvosaként kezdte, majd 1974-től rákkutató sebész szakorvos és klinikai adjunktus lett. Sportpályafutása befejezése után az amerikai Egyesült Virginia Rákkutató Intézet vendégkutatója volt. Jelentős eredményeket ért el a daganatsebészetben. 1994-től egy amerikai alapítvány rákkutató intézetének orvos-igazgatója lett.

## Díjai, elismerései
- Az év magyar vívója (1972)
- MOB Olimpiai aranygyűrű (1995)
- Papp László Budapest-Sportdíj (2011)
- MOB Érdemérem (2014)[8]
- Zugló díszpolgára[9]